# Astor Piazzolla
Astor Pantaleón Piazzolla (Mar del Plata, 11 de março de 1921 – Buenos Aires, 4 de julho de 1992) foi um bandoneonista e compositor argentino.

## Vida
Filho dos italianos Vicente Piazzolla e Asunta Manetti, Astor Piazzolla nasceu em Mar del Plata, Argentina e aos quatro anos foi com a sua família viver em Nova York em busca de melhores condições de vida. Em seu período estadunidense, além do espanhol, tornou-se fluente em inglês, italiano, francês e iniciou seu interesse pela música. Em 1929 ganhou seu primeiro bandoneón de seu pai, e em 1933 começou a tomar aulas de piano com Bela Wilde, um pianista húngaro discípulo de Sergei Rachmaninoff. Foi em Nova York que o jovem Astor conheceu o cantor argentino de tango Carlos Gardel, enquanto este estava na cidade para rodar o filme El Día Que Me Quieras, onde atuou como um garoto entregador de jornais.
Em sua juventude, tocou e realizou arranjos orquestrais para o bandoneonista, compositor e diretor Aníbal Troilo. Estudou teoria harmônica e contraponto tradicional com a educadora, compositora e diretora de orquestra francesa Nadia Boulanger.
Hoje normalmente considerado o compositor de tango mais importante da segunda metade do século XX, ironicamente, quando começou a fazer inovações no tango, no ritmo, no timbre e na harmonia, foi muito criticado pelos tocadores de tango mais antigos. Ao voltar de Nova Iorque, Piazzolla já mostrava a forte influência do jazz em sua música, estabelecendo então uma nova linguagem, seguida até hoje.
Quando os mais ortodoxos, durante a década de 1960, bradaram que a música dele não era de fato tango, Piazzolla respondia-lhes que era música contemporânea de Buenos Aires. Para seus seguidores e apreciadores, essa música certamente representava melhor a imagem da metrópole argentina.
Piazzolla deixou uma vasta e prolífica discografia, tendo gravado com Gary Burton, Antônio Carlos Jobim, entre outros músicos que o acompanharam, como o também notável violinista Fernando Suarez Paz.
Entre seus mais destacados parceiros na Argentina estão a cantora Amelita Baltar e o poeta Horacio Ferrer, além do escritor Jorge Luís Borges.
Algumas de suas composições mais famosas são "Libertango" e "Adiós Nonino". "Libertango" é uma das mais conhecidas, sendo que esta e constantemente tocada por diversas orquestras de todo o mundo.
Em 1973, teve algumas músicas usadas como trilha sonora do filme Toda Nudez Será Castigada, dirigido por Arnaldo Jabor e adaptado da peça homônima de Nélson Rodrigues. A principal delas foi Fuga nº 9, do disco Música contemporanea de la Ciudad de Buenos Aires, Vol 1 (1971). Por conta disso, Piazzolla ganhou uma Menção Especial do Júri, como melhor trilha, no Festival de Gramado do mesmo ano.
A canção "Adiós Nonino", outra das mais conhecidas composições, foi feita em homenagem ao seu pai, quando este estava no leito de morte, Vicente "Nonino" Piazzolla em 1959.
Após vinte anos, Astor Piazzolla diria “Talvez eu estivesse rodeado de anjos. Foi a mais bela melodia que escrevi e não sei se alguma vez farei melhor". Por muito tempo recusou escrever ou colocar uma letra na sua grande obra-prima, porém, aceitou a proposta da cantora argentina Eladia Blázquez, que lhe apresentou um poema que havia escrito sob a versão musical, e ele, comovido, concordou. Resta referir que Eladia renunciou a quaisquer direitos de autor que podia reclamar, enaltecendo ainda mais esta grande obra do tango.
Piazzolla sofreu uma hemorragia cerebral em Paris em 4 de agosto de 1990, que o deixou em coma, e morreu em Buenos Aires, pouco menos de dois anos depois, em 4 de julho de 1992, sem recuperar a consciência.

## Discografia
- Orquesta Francisco Fiorentino (1944/5)
- Orquesta típica (1946/47/48)
- Orquesta típica (1950/51)
- Orquesta típica acompañando a María de La Fuente (1950/52)
- Sinfonía de Tango (1955)
- Tango Progresivo (Octeto Buenos Aires) (1957)
- Tango Moderno (Octeto Buenos Aires) (1957)
- Tango en Hi-Fi (1957)
- Jazz Tango. The lathyn rhitms of Astor Piazzolla and his quintet, (Gravado nos EUA), (1958)
- An Evening in Buenos Aires (Gravado nos EUA), (1958)
- Piazzolla interpreta a Piazzolla (1960)
- Piazzolla o no? Bailable y apiazolado (1961)
- Astor Piazzolla con Daniel Riolobos, (33 simple), (1961)
- Nuestro Tiempo (1962)
- Tango para una ciudad (1963)
- Tango Contemporáneo (1963)
- 20 años de Vanguardia (1964)
- Concierto en el Philarmonic Hall de New York (1965)
- Historia del Tango Vol 1. La guardia Vieja (1967)
- Historia del Tango Vol 2. Época Romántica (1967)
- María de Buenos Aires (1968)
- Amelita Baltar interpreta a Piazzolla y Ferrer (1969)
- Adiós Nonino (1969)
- Balada para un loco Simple y con Roberto Goyeneche (1969)
- Concierto para quinteto (1970)
- Pulsación (1970)
- Música contemporanea de la Cdad, de Bs. As. Vol 1 (1971)
- Música contemporanea de la Cdad, de Bs. As. Vol 2 (1972)
- Roma 1972 (1972)
- Libertango (1974) (com Pino Presti e Tullio De Piscopo)
- Reunión Cumbre (Summit) (1974) juntamente com Gerry Mulligan, (com Pino Presti e Tullio De Piscopo)
- Pequeña Canción para Matilde / Violetas Populares (com Amelitar Baltar) (1974)
- Suite Troileana (1975)
- Viaje de Bodas (1975)
- Il Pleut Sur Santiago (1976)
- Armaguedon (1976)
- Persecuta o Piazzolla 77 (1977)
- Olympia 77 (1977)
- Mundial 78 o Piazzolla 78 (reeditado em CD como "Chador" (1978)
- Biyuya (1979)
- Suite Punta del Este (1982)
- En vivo en el Teatro Colón (1983)
- Aconcagua - SWF Rundfunkorchester (1983)
- Enrico IV (1984)
- Teatro Nazionale di Milano (1984)
- Hommage a Liège: Concierto para Bandoneón y Guitarra; Historia del Tango (1987), Com a Orquestra Filarmónica de Liège conduzida por Leo Brouwer. Concerto interpretado por Piazzolla juntamente com Cacho Tirao, a "Historia do Tango" por Guy Lukowski e Marc Grawels. (1984), CD: 1992.
- Astor Piazzolla y su Quinteto Tango Nuevo: The Vienna Concert, (1984), CD: 1991.
- Tangos, El Exilio De Gardel (1985)
- Astor Piazzolla y su Quinteto Tango Nuevo: Tristezas de un Doble A, Viena, Konzerthaus, (1986), CD: 1991.
- Tango: Zero Hour (1986)
- Concerto para Bandoneón; Três Tangos, (1986), Com a Orquestra de St. Luke sob a direcção de Lalo Schifrin.
- The New Tango (1987), Juntamente com Gary Burton
- The Rough Dancer and the Cyclical Night (Tango Apassionado) (1987), Juntamente com Paquito D'Rivera.
- The Central Park Concert 1987 (1987)
- Sur (1988), Juntamente com Roberto Goyeneche
- La Camorra: La Soledad de la Provocacion Apasionada (1989)
- Famille d´artistes (1989) banda sonora de la obra homónima, letras Kado Kostzer.
- The Lausanne Concert (1989)
- Five Tango Sensations, Juntamente com o Kronos Quartet (1989)
- Bandoneón Sinfónico (1990)
- Luna (1992)
- El Nuevo Tango de Buenos Aires (Quinteto Tango Nuevo), (1995)
- 57 Minutos con la Realidad (Sexteto Nuevo Tango, (1996)
- Três Minutos con la Realidad (Sexteto Nuevo Tango), (1997)